# Tufo (Carsoli)
Tufo è una frazione di 344 abitanti del comune di Carsoli (AQ), in Abruzzo.

## Geografia fisica

### Territorio
Le tre località che costituiscono gli agglomerati urbani sono Tufo Alto, Tufo Basso e Villetta (detta anche Villa) distanti poche centinaia di metri l'una dall'altra. Il territorio di Tufo è situato al confine dell'Abruzzo con il Lazio lungo la catena dei monti Carseolani ad un'altitudine che varia dai 920 m s.l.m. di Tufo Alto agli 806 del borgo di Villetta.
Dista circa 7 chilometri dal capoluogo comunale.

#### Idrografia
Il territorio è attraversato dal torrente Rio Valle Mura. Nell'omonima località è stata realizzata una diga artificiale dotata di vasche di laminazione circondate da terreni in servitù di allagamento, onde evitare esondazioni a Carsoli dello stesso Rio e del fiume Turano.

## Storia

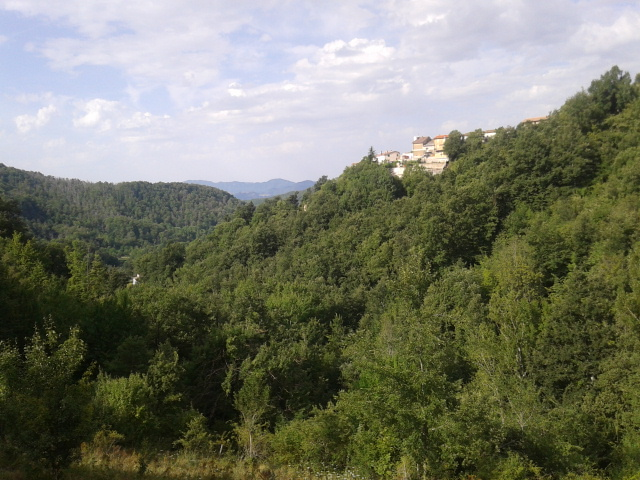
Tufo Alto circondato dai monti Carseolani

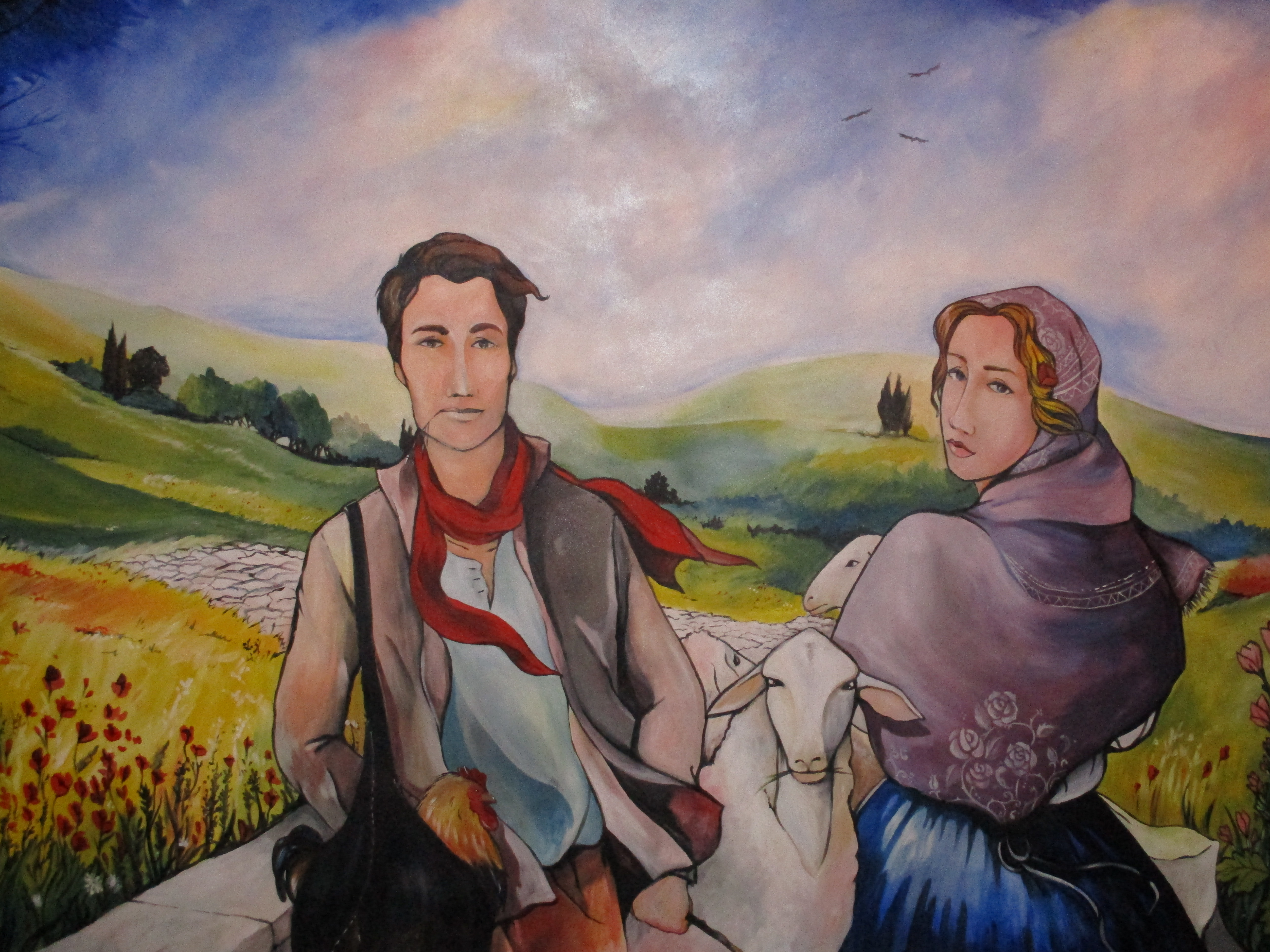
Murale dedicato alla transumanza

Il borgo costituito da sempre da tre vichi deve probabilmente il suo nome originario, forse "Tufos", al tipo di terreno tufaceo che caratterizza tutta l'area.
In origine il contemporaneo centro di Villetta fu un fundus appartenente all'ager della colonia romana di Carsioli. Tra il IX e il X secolo venne invece a formarsi l'abitato di Tufo Alto che fu edificato durante le invasioni dei saraceni che toccarono tutto il territorio della piana del Cavaliere e della Sabina lungo l'originaria via Valeria. Con la successiva fase di abbandono parziale dei luoghi più impervi si venne a formare il nucleo urbano di Tufo Basso con il recupero degli spazi territoriali a beneficio anche del paese di Villetta.
Il toponimo "Tupho" (o "Thuphi") appare per la prima volta con chiarezza nel 1032 nel registro dell'abbazia di Santa Maria di Farfa, situata nella contemporanea provincia di Rieti. In un documento ecclesiastico del 1074 è invece riportata la chiesa di Santo Stefano, unitamente a quella scomparsa dedicata a San Salvatore. Nelle bolle di Papa Stefano IX del 1057 e di Papa Pasquale II del 1115 l'incastellamento, costituito da un castello-recinto dell'XI-XII secolo, risultò tra i territori che segnarono i confini settentrionali della diocesi dei Marsi. La bolla di Papa Clemente III del 1188 cita invece le chiese di Santo Stefano e di San Lorenzo, quest'ultima scomparsa.
Nel Medioevo il paese venne incluso per lunghi periodi nella baronia di Carsoli, quindi al ducato di Tagliacozzo sotto il dominio degli Orsini. Dal XV secolo in poi fu uno dei possedimenti dei baroni di Collalto, dei Savelli, dei Baldinotti e infine dei Coletti, già signori di Poggio Cinolfo.
In epoca contemporanea il paese che è stato una universitas autonoma ed era dotato dello stemma e del catasto venne unito al comune di Carsoli dal 1806, anno dell'eversione feudale. Tufo fu attraversato dalle bande dei briganti che causarono alcune vittime tra la popolazione.
Il terremoto della Marsica del 1915 non fece registrare vittime nei suoi borghi ma numerosi danni al patrimonio architettonico. Il paese subì durante la seconda guerra mondiale le violenze e le rappresaglie naziste.

## Monumenti e luoghi d'interesse

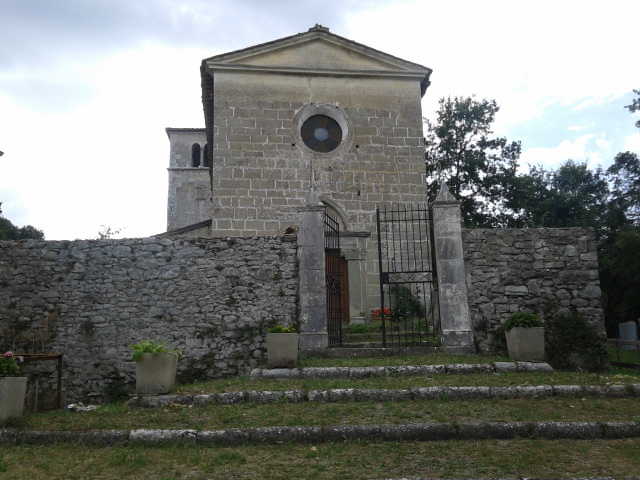
Chiesa di Santa Maria delle Grazie

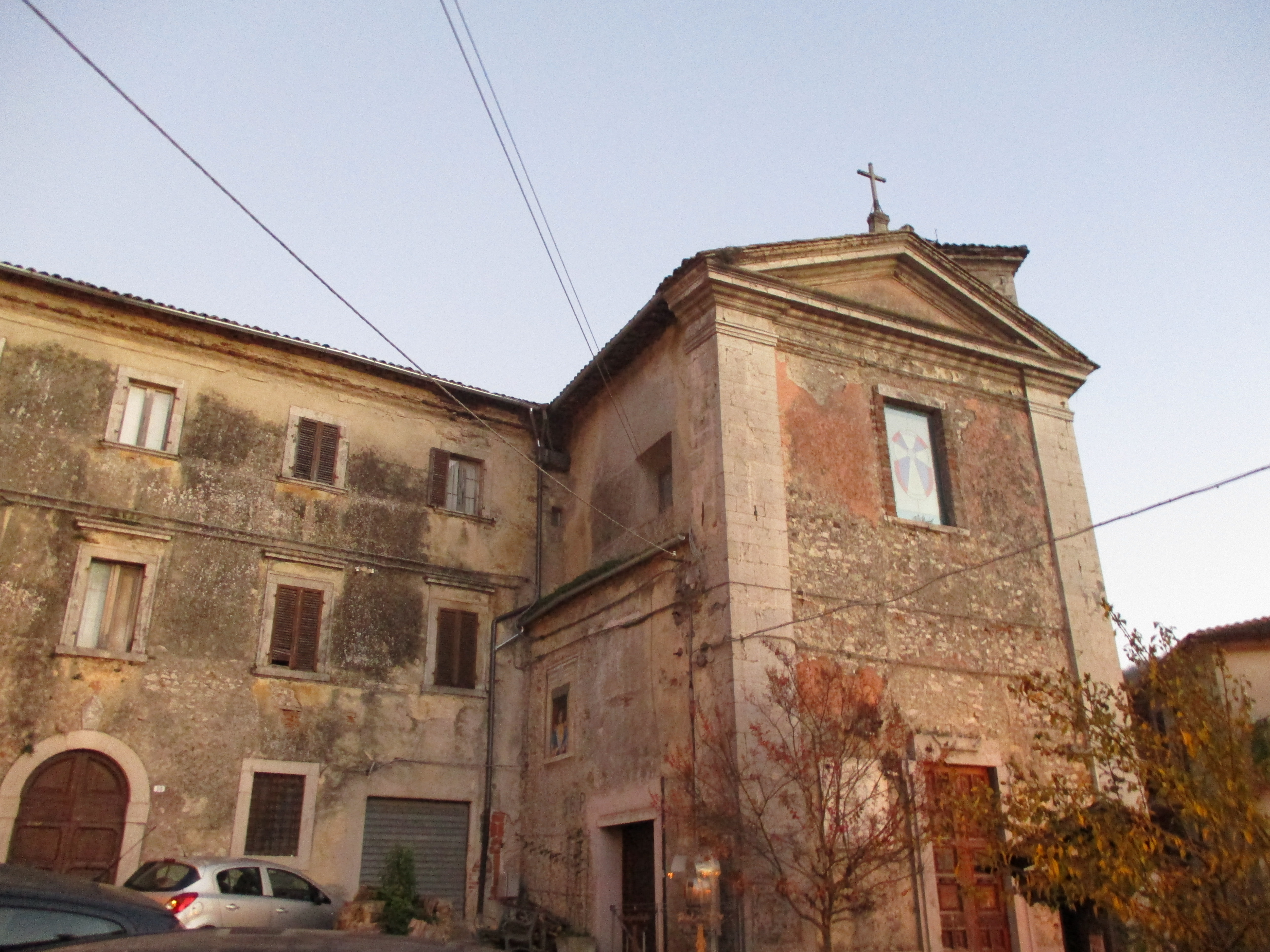
Chiesa di San Giuseppe e palazzo Coletti

### Architetture religiose
- Chiesa della Madonna delle Grazie, citata per la prima volta nella bolla di Clemente III del XII secolo, figura tra le chiese più antiche della piana del Cavaliere chiamata in origine Santa Maria de Tufo, quando dal 1573 assunse la contemporanea denominazione. A navata unica presenta una pianta a croce latina, l'altare è del XV secolo mentre gli affreschi, bisognosi di restauro, vennero realizzati nel secolo successivo[17][18].
- Chiesa di San Giuseppe, edificata nel XVIII secolo a Tufo Basso[19].
- Chiesa di Santo Stefano a Tufo Alto databile al XII secolo[20].
- Chiesa della Madonna del Carmine edificata a Villetta nel 1740[21].
- Cappella della Madonnella, dedicata alla Vergine Maria[22].

### Architetture civili
- Palazzo Coletti a Tufo Basso. L'edificio ottocentesco ha acquisito il nome della stessa famiglia che ha avuto proprietà anche nella vicina Poggio Cinolfo e a Castel Madama[4]. Situato nel centro di Tufo Basso è affiancato dalla chiesa di San Giuseppe, fino agli anni venti cappella privata della famiglia baronale[23].

### Monumenti
- Monumento ai caduti delle guerre, opera dello scultore Francesco Marcangeli[24].
- Monumento commemorativo in memoria di Alberto Manzi e di sua madre Rina (Etterina Maria) Mazzei[25].
- Fontanile di Tufo Basso.

### Siti archeologici
In località Valle Mura è collocato il sito produttivo risalente tra il III e il I secolo a.C. La vicina necropoli è databile tra il IX e il VI secolo a.C.

### Aree naturali
- Monti Carseolani
- Riserva naturale speciale delle Grotte di Pietrasecca
- Riserva naturale Monte Navegna e Monte Cervia
- Cammino di San Pietro Eremita
- Fonte di Capavilla

## Società

### Tradizioni e folclore
Il 15 e 16 agosto di ogni anno si svolgono le feste religiose e civili in onore dei compatroni di Tufo, santa Maria dell'Assunta e santo Stefano.

## Cultura

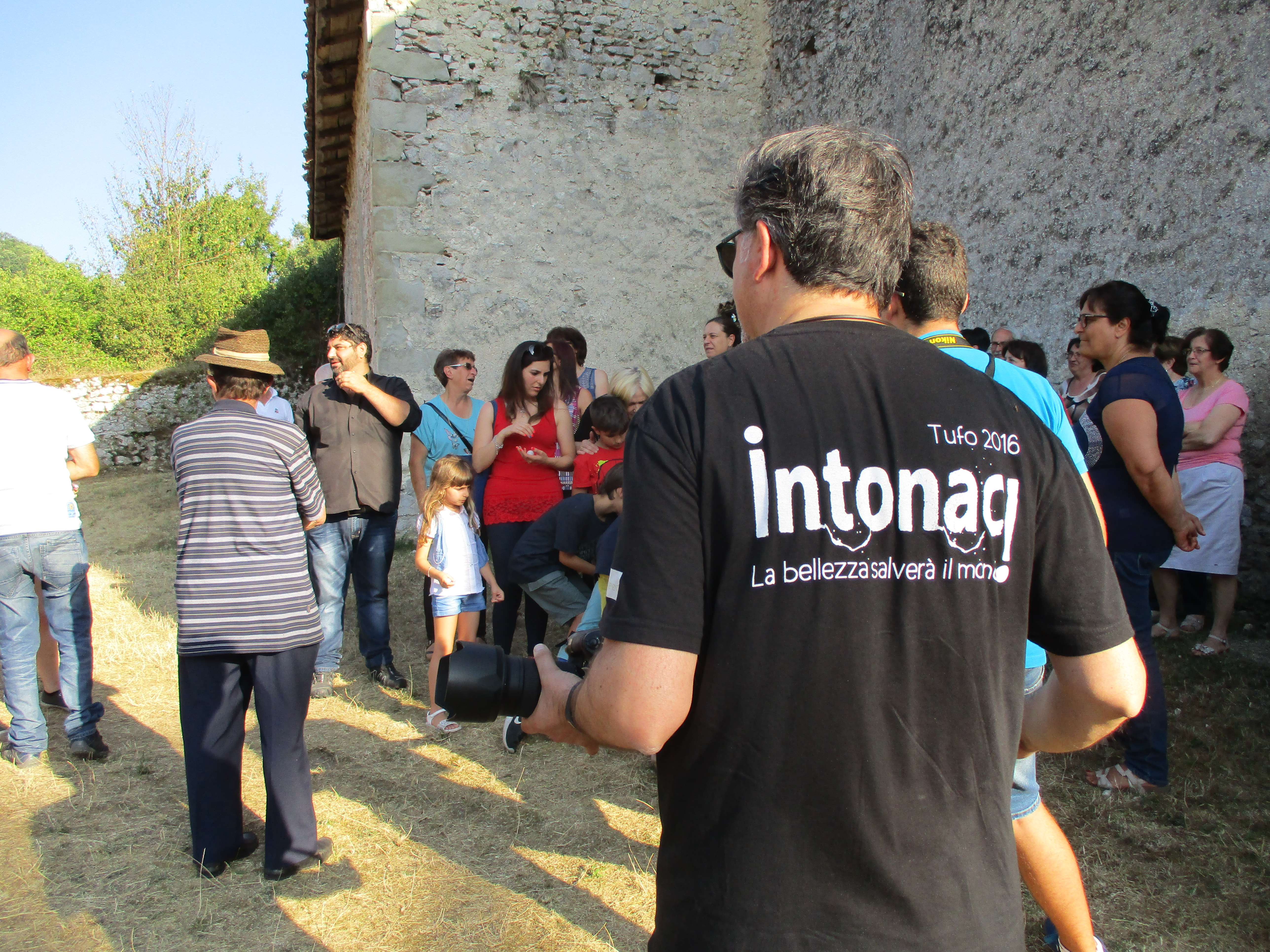
Gli artisti di Intonaci

Murale del lupo che ulula alla luna

Il progetto denominato Intonaci ha permesso di realizzare pitture murali lungo i vicoli dei borghi di Tufo Basso, Tufo Alto e Villetta. Ogni anno viene organizzato un evento estivo con la presenza degli artisti della Valle del Cavaliere e degli allievi delle accademie delle belle arti che realizzano murales, mosaici, vetrate artistiche e sculture in legno e ferro.

## Infrastrutture e trasporti

### Strade
La strada provinciale 96 della Valle di Tufo, collega i borghi di Tufo Basso e Tufo Alto al centro di Pietrasecca e attraverso la strada statale 5 quater Via Tiburtina Valeria a Carsoli. La strada provinciale 29b, collega il territorio a Nespolo (RI). La strada provinciale 25 collega Villetta a Leofreni in val de' Varri e alla località di Santa Lucia di Gioverotondo (nota anche come Santa Lucia delle Castagne) nel territorio comunale di Pescorocchiano.

## Sport
Il campo sportivo polivalente, dotato di erba sintetica, è intitolato a Eligio Ferrari.